# IC 4378
IC 4378 — галактика типу S0 (спіральна галактика) у сузір'ї Центавр.
Цей об'єкт міститься в оригінальній редакції індексного каталогу.